# Аксак III (герб)
Аксак III (пол. Aksak III) — польский дворянский герб.

## Происхождение
Разновидность герба Аксак II. Появился в конце XVII — в начале XVIII века.
По версии известного польского вексиллолога и геральдиста Альфреда Знамеровского, герб Аксак III является вариацией герба Пшыячель.

## Описание
|                                                       | W polu czerwonym serce purpurowe, ukośnie w prawo końcem leżące, przez środek z góry na doł strzałą przeszyte. Nad helmem w koronie trzy pióra strusie. (пол.) |  | В поле червоном сердце пурпурное наискось вправо концом лежащее, через середину сверху вниз стрелой пронзённое. Над шлемом в короне три пера страусовых. |  |
| Juliusz Ostrowski: Księga herbowa rodów polskich, T.2 | |  | |  |

## Роды — носители герба
Аксак (Aksak), Акшак (Akszak), Асанович (Assanowicz), Бернатович (Bernatowicz), Бялоцкий (Białocki), Довнарович (Downarowicz), Ербейдер (Erbejder), Ербрейтер (Erbreiter), Гружевич (Grużewicz), Гурко (Hurko), Янчура (Janczura), Кардасевич (Kardasewicz), Кардашевич (Kardaszewicz), Касперович (Kasperowicz), Окенчиц (Okieńczyc), Окиньчиц (Okińczyc), Селиминович (Seliminowicz), Селимович (Selimowicz), Шагуневич (Szaguniewicz), Шахуневич (Szahuniewicz), Талковский (Talkowski).